# Na zapadu ništa novo (roman)
Na zapadu ništa novo je roman Eriha Marije Remarka i jedno je od najboljih dela posvećenih ratu.
Autor opisuje svoj život na zapadnom frontu u ulozi nemačkog vojnika, tokom Prvog svetskog rata. Roman obiluje realnim prikazima rata, krvi, stradanja, ali je pre svega filozofsko promišljanje situacije u kojoj se svet zadesio početkom dvadesetog veka.

## Zaplet
Knjiga je priča o Paul Braumeru, nemačkom vojniku koji je po nagovoru njegovog nastavnika stupio u Nemačku vojsku ubrzo nakon početka prvog svetskog rata. Braumer stiže na zapadni front sa svojim školskim drugovima gde upoznaju starijeg vojnika zvanog Kat koji postaje Braumerov mentor. Boravkom na frontu Braumer i njegovi drugovi učestvuju u raznim bitkama i moraju da trpe opasne i prljave uslove rata.
Na samom početku knjige Remark piše "Ova knjiga nije niti optužba niti ispovest, a ponajmanje avantura, jer smrt nije avantura za one koji stoje licem u lice sa njom. Ovom knjigom ću jednostavno pokušati da prikažem jednu generaciju ljudi, koja i ako je uspela da izbegne njegove granate, biva uništena ratom." Knjiga se ne fokusira na herojske priče, već daje prikaz u kojima su se vojnici nalazili, monotonija između bitaka, stalna pretnja od artiljerijske vatre, borbe oko pronalaženja hrane, nedostatak obuke mladih regruta (što im daje manje šanse za preživljavanje).
Bitke koje se spominju u knjizi nemaju ime, imaju mali značaj za konačni ishod rata. Osim što je svaka bitka nova šansa za povredu ili smrt samog Braumera ili njegovih prijatelja. U pitanju su mali delovi zemlje, veličine fudbalskog terena koji su često osvajani, samo da bi ponovo bili izgubljeni kasnije.
Braumerova poseta kuće na odsustvu naglašava štetu koju je rat naneo njegovoj psihi. Grad se nije promenio od kada je otišao u rat, međutim on se oseća u njemu kao stranac "Više ne pripadam ovde, ovo je strani svet". Njegov otac mu stalno postavlja glupava pitanja vezana za njegova ratna iskustva ne shvatajući da on o tome ne može da govori. Stari profesor drži predavanja o strategiji i napredovanju ka Parizu, insistirajući da Braumer i njegovi prijatelji znaju samo svoj, sopstveni mali sektor rata, i ne vide celu sliku fronta. Jedina osoba sa kojom ostaje "povezan" je njegova majka koja je na samrti. Noće pre nego što se vraćao sa odsustva on celu noć provodi uz nju, i nakon duge noći dolazi do mišljenja da nikada nije ni trebalo da dođe kući na odsustvo.
Braumer se oseća odlično prilikom ponovnog susreta sa svojim prijateljima. Ubrzo nakon povratka Braumer ide u noćnu patrolu i po prvi put ubija čoveka bajonetom (u borbi prsa u prsa)Ne mogavši da izađe iz skloništa Braumer posmatra čoveka kako umire satima u bolu. U tom trenutku oseća veliko kajanje i traži oproštaj od već tada mrtvog tela. Ubrzo nakon toga Braumer biva ranjen, i poslat na oporavak u katoličku bolnicu, nakon čega se vraća u aktivnu službu.
Do sada rat se bliži kraju, pogibija njegovog prijatelja Kata, Braumera čini ravnodušnim prema životu. On se raduje skorašnjem miru, ali ne vidi svetlu budućnost ispunjenju nadom. Oseća da je njegova generacija izgubljena i osakaćena u tolikom pogledu da to niko ne može da shvati. Na kraju romana umire i sam Braumer, a izveštaj vrhovnoj komandi simbolizuje beznačajnost smrti jedne osobe tokom rata Na zapadu ništa novo

## Adaptacije
Po ovoj knjizi napravljena su 3 filma; jedan 1930, drugi 1979. i treći 2022. godine. Godine 2008. napravljena je i jedna radio adaptacija na BBC. Elton Džon je 1982. napravio pesmu All Quiet on the Western Front koja je inspirisana ovom knjigom.